# راشيل داير (رواية)
راشيل داير: قصة أمريكا الشمالية هي رواية تاريخية قوطية للكاتب الأمريكي جون نيل. نُشرت عام 1828 في ولاية مين، وهي أول رواية مجمعة عن محاكمات السحر في سالم. على الرغم من أنها لم تحظ باهتمام نقدي كبير في يومها، إلا أنها أثرت على أعمال ناثانيال هاوثورن، وهنري وادزورث لونغفيلو، وجون جرينليف ويتير، ووالت ويتمان.
بعد سرد شعري قاتم، تركز القصة على الشخصية التاريخية جورج بوروز [الإنجليزية] وضحية الهستيريا الساحرة الخيالية، راشيل داير. تدور أحداث حوالي ثلثي القصة في قاعة المحكمة، وهي تتبع محاكمة العديد من السحرة المزعومين. تشمل المواضيع العدالة، والإحباط الجنسي، وسوء معاملة الأمريكيين الأصليين من قبل المتشددون، وأسطورة الوحدة الوطنية الأمريكية في مواجهة الواقع التعددي، والمثل الجمهورية كترياق لسابقة العالم القديم.
كتبت في الأصل عام 1825 كقصة قصيرة لمجلة بلاكوود [الإنجليزية]، ووسعها الكاتب بعد عودته إلى مسقط رأسه، بورتلاند، مين، قادماً من لندن. وقد جرب أنماط الكلام والحوار ونسخ اللهجة اليانكية [الإنجليزية]، وصياغة أسلوب الرواية الذي كان نيل يأمل أن يميز الأدب الأمريكي. في النهاية، طغى الأسلوب على حبكة الرواية. تعتبر الرواية على نطاق واسع أكثر روايات نيل نجاحًا، مع بناء أكثر تحكمًا من كتبه السابقة. ولم تصدر الطبعة الثانية حتى أعيد نشرها بنسخة طبق الأصل في عام 1964.

## الحبكة
تبدأ الرواية بنظرة عامة من الراوي للسياق التاريخي الذي سبق محاكمات الساحرات في سالم. يصف الراوي الإيمان بالسحر باعتباره سمة إنسانية عالمية كانت راسخة بين السلطات المتعلمة في تسعينيات القرن السابع عشر في كل من المملكة المتحدة وأمريكا الشمالية البريطانية. عندما فرّ البيوريتانيون من الاضطهاد في إنجلترا واستعمروا إنجلترا الجديدة، سرعان ما انتهجوا العنف للسيطرة على مستعمري الكويكرز (جمعية الأصدقاء الدينية) وسكان وامبانواغ الأصليين. أعدمت ماري داير بسبب معتقداتها الدينية، ولعنت زميلتها إليزابيث هاتشينسون من الكويكرز (استنادًا إلى آن هاتشينسون ) أدت سلسلة من الأحداث التي أثرت على مستعمرة خليج ماساتشوستس إلى تحقيق هذه اللعنة: حرب الملك فيليب، وحرب الملك ويليام، والأوبئة، والزلازل، والحرائق، والعواصف، والصراع داخل الكنيسة، وأخيرًا محاكمات السحرة. ثم يقدم الراوي خصوصيات إجراءات المحكمة الاستعمارية والقادة البيوريتانيين الأوائل، الحاكم ويليام فيبس [الإنجليزية] والقس ماثيو باريس (استنادًا إلى صموئيل باريس [الإنجليزية]).
كان ماثيو باريس حزيناً على زوجته المتوفاة مؤخرًا. ضعيف نفسيًا ومؤمن بالخرافات، ويركز حياته على ابنته أبيغيل باريس البالغة من العمر عشر سنوات (استنادًا إلى بيتي باريس [الإنجليزية]). بدأت هي وابنة عمها بريدجيت بوب البالغة من العمر اثني عشر عامًا (استنادًا إلى أبيغيل ويليامز [الإنجليزية])، في إظهار ما يعتبره سلوكًا شيطانيًا. يبدأ الجيران من السكان الأصليين الذين اعتادوا زيارة المنزل في تجنب ذلك ويبحث ماثيو باريس عن تفسير له. يستجوب تيتوبا [الإنجليزية]، خادمة منزلية مستعبدة من السكان الأصليين تعيش في المنزل مع زوجها جون إنديان. تتهم باريس تيتوبا بممارسة السحر، ويقبض عليها ويجرى تعذيبها وإدانتها وإعدامها. أثناء تعرضها للتعذيب، تتورط سارة غود [الإنجليزية] في نفس الجريمة باعترافها.

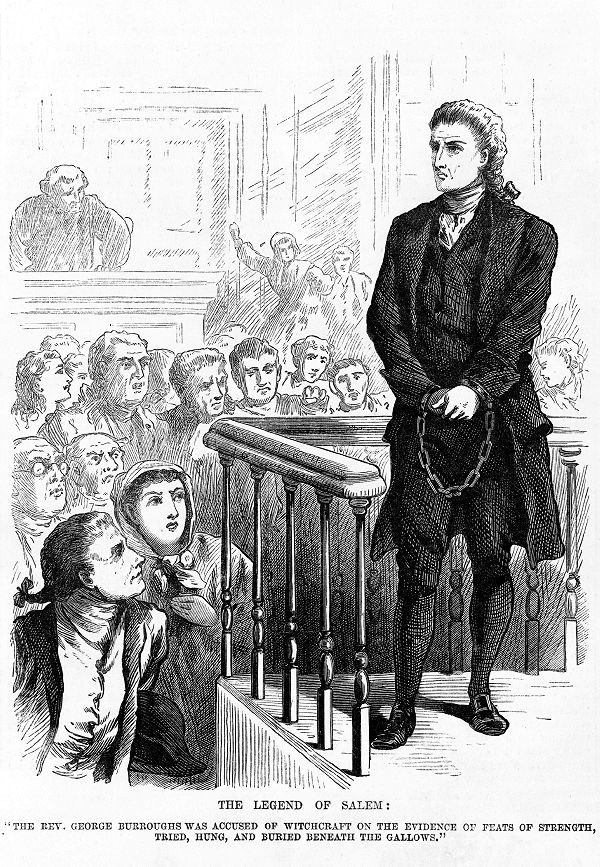
رسم لجورج بوروز عام 1871

يظهر القس جورج بوروز في محاكمة غود، وهو من أصول وتربية مختلطة من الأوروبيين والأمريكيين الأصليين، بوروز هو وزير بيوريتاني أصبح أرملًا مرتين. وقد شهد معركة فورت لويال [الإنجليزية] الأخيرة أثناء عمله كوزير في فالماوث (الآن بورتلاند، مين)، لكنه رفض الانحياز إلى أي طرف. ونجا من الإصابة من خلال الاختلاط بحشد من محاربي بيكوت خارج الحصن، وهم يرتدون ملابس الموهوك.
يدافع بوروز عن غود في المحكمة وينتقد القادة الاستعماريين لخرقهم المعاهدات وشن حرب ظالمة مع الإيراكوي. على الرغم من دفاع بوروز، تتم إدانة غود والتي أعلنت براءتها عند إعدامها وتنبأت بإعدام ضحايا أبرياء آخرين. تظهر راشيل داير (شخصية خيالية لا تعتمد على أي شخصيات تاريخية) وسط الحشد وتصرخ بدعمها لسارة غود. توصف راشيل بأنها حدباء ذات شعر أحمر. هي وشقيقتها ماري إليزابيث داير من الكويكرز وحفيدات ماري داير، وقد أخذت الأخيرة اسمها الأوسط من إليزابيث هاتشينسون.
مارثا كوري، المقيمة في سالم، متهمة بممارسة السحر. بحلول وقت محاكمتها، قُبض على العديد من الأشخاص لارتكاب نفس الجريمة، واجتاح الخوف من الاتهامات المدينة. يحاول بوروز الدفاع عن كوري، الذي ظل منعزلًا طوال المحاكمة، دون جدوى. وبعد خطاب من إنكريس ميذر، شنقت كوري.
يزور بوروز ماثيو باريس للتحقيق في هستيريا الساحرات ويجده مرعوب وخائف، ثم يذهب لزيارة الأخوات داير بسبب معارضتهن الصريحة لهستيريا الساحرات. ويعلم الثلاثة أن السلطات في سالم أصدرت أوامر بالقبض عليهم، ويحاولون الفرار لكن يُقبض عليهم وهم في طريقهم إلى مستعمرة بروفيدنس بلانتيشنز. أثناء سجنه وانتظار المحاكمة، يفشل بوروز في إقناع الأخوات داير بإصدار اعترافات كاذبة على أمل تأخير إعداماتهن حتى تمر الهستيريا.
جوديث هوبارد، المقيمة في سالم، والتي تشعر بالغيرة من عاطفة بوروز لماري إليزابيث داير، تظهر في محاكمته. وتقدم دليلاً طيفيًا [الإنجليزية] من خلال شهادتها بأن كلتا زوجتيه المتوفيتين ظهرتا لها كأرواح وأخبرتها أنه قتلهما. ويشهد صبي يُدعى روبرت إيفليث أن هوبارد وأبيغيل باريس (ميتة الآن) وبريدغيت بوب (التي تحتضر) قد تآمروا ضد بوروز. وعلى أثرها تُرفض شهادة إيفيليث، ويصاب ماثيو باريس بالجنون وغير قادر على تقديم شهادة مؤيدة، ويدان بوروز بناءً على شهادة هوبارد لكن راشيل داير تشعر بالارتياح. ولكنها تُدان في وقت لاحق من نفس اليوم.
يُعدم بوروز وتتوفى راشيل داير في زنزانتها وهي ممسكة بالكتاب المقدس، وعند موتهم تكسر هستيريا الساحرات قبل إعدام ماري إليزابيث داير. يتبع الفصل الأخير ملحق بعنوان "الحقائق التاريخية"، حيث يستشهد نيل بالصلات بين الروايات المباشرة عن محاكمات السحرة وظروف القصة.

## المواضيع
يرى العديد من العلماء أن رواية راشيل داير هي قصة ظلم متجذرة في فرض الأشكال القانونية للعالم القديم على الإرادة الحرة لشعوب العالم الجديد. ربط نيل القصص المتباينة في منتصف القرن السابع عشر للمنشقين عن كويكر آن هاتشينسون وماري داير من بوسطن بقصة محاكمات السحرة في سالم عام 1692. يتم تفسير هذا على أنه نقد لاعتماد القانون العام الإنجليزي غير العقلاني على السوابق  من خلال إعداد قصة محاكمة الساحرات كانتقام خارق للطبيعة لاضطهاد داير وهاتشينسون بموجب قوانين غير عادلة. باعتباره الخصم الأكثر صراحة للمحكمة، يشكك بوروز في أحكام القضاة ويتلقى الرد: "هذا هو القانون، قانون البلد الأم، وبالتالي قانون المستعمرات". لكن القصة تركز أكثر على استشهاد الأخوات داير، والذي قدمه نيل باعتباره تقليدًا أنثويًا للمعارضة الهادئة للشريعة الأبوية. وفقًا للمؤلف دونالد سيرز، فإن مقارنة مستعمرات التاج في تسعينيات القرن السابع عشر مع أمريكا الجمهورية في عشرينيات القرن التاسع عشر يسلط الضوء على القيمة النسبية التي توضع على حياة الإنسان في كل عصر. يشعر المؤرخ فيليب جولد وعالما الأدب ديفيد جيه كارلسون وفريتز فليشمان بأن التجاور ينتقد الاعتماد الأمريكي في أوائل القرن التاسع عشر على التقاليد والتسلسل الهرمي.
هذا الانتقاد الموجه إلى البيوريتانيين كمعارضين للحرية الشخصية يقابله رغبة نيل القومية في تصويرهم على أنهم الهيئة المؤسسة للولايات المتحدة. كان نيل في طليعة الحركة القومية الأدبية الأمريكية [الإنجليزية] المبكرة، والتي يشير إلى أن هذه الرواية مرتبطة ارتباطًا وثيقًا بإنشاء نظام قانوني جديد يتخلى عن القانون العام من خلال التدوين [الإنجليزية]. نُشرت الرواية في نفس العام الذي نُشر فيه أول قاموس لنوح ويبستر. يشعر عالم الأدب جون سيلي أن كلا الكتابين يمثلان بحثًا أدبيًا أوسع عن هوية أمريكية وطنية. وعلق نيل على هذا البحث بجعل أكبر معارض للقانون العام في روايته، جورج بوروز، من أصول وتربية مختلطة بين الإنجليزية والأمريكيين الأصليين. تعد كتابة الشخصيات الأصلية والمختلطة عرقيًا في رواياته إحدى الطرق التي صاغ بها نيل علامته الأدبية القومية.
باعتبار هذا الكتاب رواية قوطية، تُسرد على شكل سرد كئيب، وتربط المساحات المظلمة بالفجور، وتصور غابات إنجلترا الجديدة على أنها مجال الشيطان، وتصور الخرافات على أنها نتاج العزلة الريفية. استشهد ناثانيال هاوثورن بإعداد الرواية البروتستانتي ماساتشوستس باعتباره تأثيرًا في كتابة الحرف القرمزي، ويجادل سيرز بأن لعنة سارة غود من المشنقة ربما تكون قد ألهمت لعنة ماثيو مول في كتاب هاوثورن المنزل ذو الجملونات السبعة. بعد قراءة رواية راشيل داير، استلهم جون جرينليف ويتير وهنري وادزورث لونغفيلو فكرة تضمين السحر في شعرهم ونثرهم.

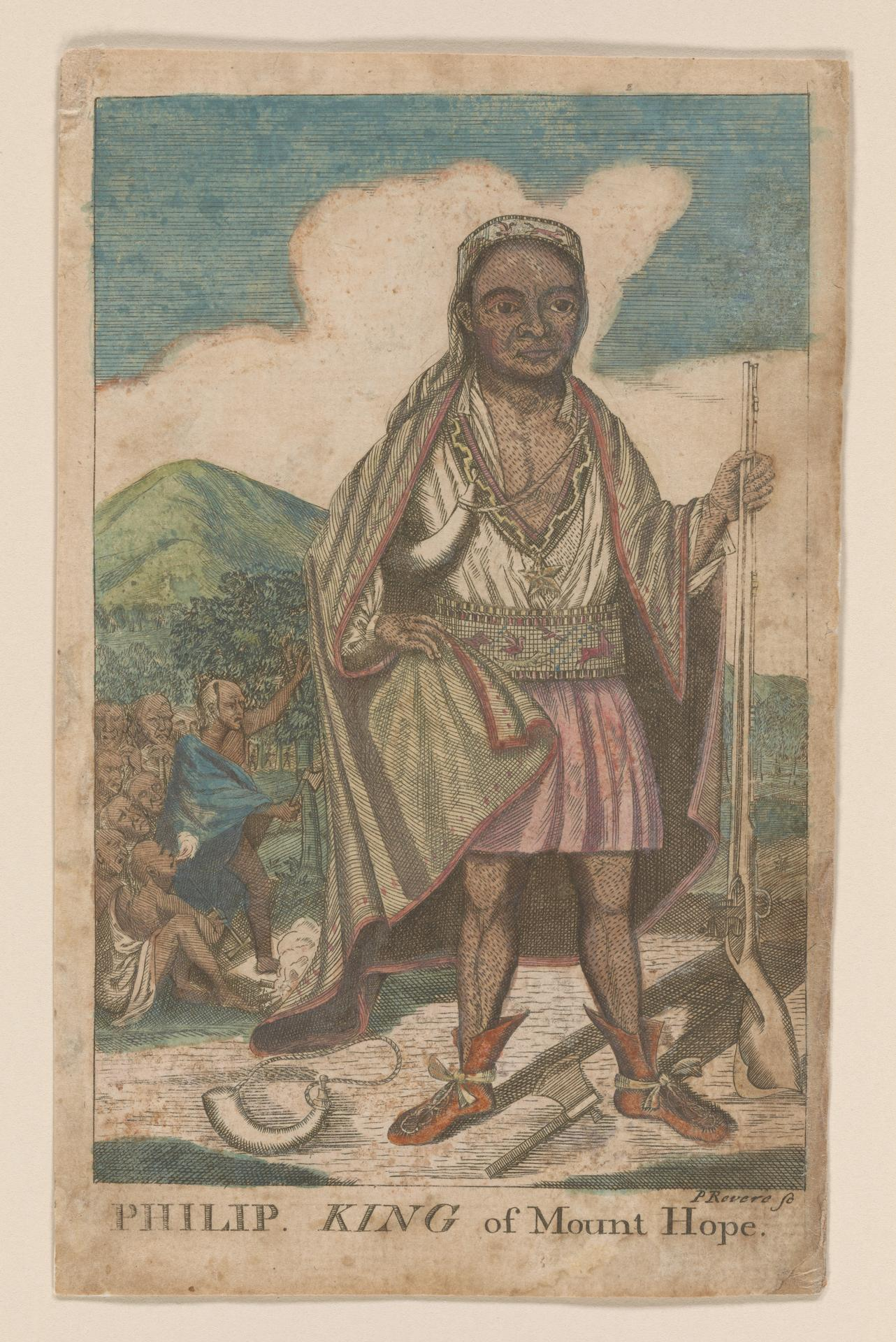
1772 رسم بول ريفير لالملك فيليب.

استخدم نيل تفسير الرواية للقيم الأمريكية الجمهورية لإدانة معاملة الأمريكيين الأصليين من قبل الأمريكيين الأوروبيين. وهو يدافع عن تراث ميتاكوميت من حرب الملك فيليب، ويصف هستيريا الساحرات بأنها انتقام خارق للطبيعة لسوء معاملة البيوريتانيين لجيرانهم من السكان الأصليين. يجادل كارلسون بأن عناصر القصة هذه تنبأت بتوصيف العديد من مؤرخي القرن الحادي والعشرين للقلق المرتبط بالحرب كسبب لهستيريا الساحرات.
كما هو معروض في الرواية، يمثل الأمريكيون الأصليون الحياة، على الرغم من أن البيوريتانيين يربطونهم بالموت ويرفضون رؤيتهم. يفسر اختيار نيل لمنح بوروز هوية متعددة الأعراق وجعله يتنقل بين عوالم البيض والسكان الأصليين على أنه تحدي لمفاهيم الوحدة الوطنية والإمبريالية. ووفقًا لكارلسون وإدوارد واتس، استخدم نيل تلك الهوية المختلطة العرق لانتقاد أمريكا الاستعمارية بينما أشار ضمنًا إلى أن أخطاء تسعينيات القرن السابع عشر كانت معرضة لخطر التكرار في عصره.
يُذكر نيل بوضوح في المقدمة أن إحدى نواياه في صياغة شخصية عنوان الرواية كانت مواجهة الموضوع الأدبي السائد الذي يربط السمات الشخصية الإيجابية بالجمال الجسدي، قائلاً "إن الذكاء العالي قد يسكن جسدًا بائسًا". هذا هو الموضوع الذي استخدمه أيضًا مع شخصية هاموند في روايته Errata عام 1823. وعلى الرغم من تشوهاتها الجسدية، أظهرت راشيل داير، أنها ذات أخلاقًا عالية والتزامًا بالتضامن النسائي على الرغم من الغيرة التي شعرت بها بسبب انجذاب النساء الأخريات إلى بوروز. كما أنها تتحسر على مدى اختلاف معاملتها في المحاكمة لو كانت أكثر جاذبية جسديًا. كتب نيل في الوقت الذي هاجم فيه معظم النقاد الأدب الذي فشل في التوافق مع الأعراف البريطانية التقليدية، وكان ينوي أن تتحدى رواية راشيل داير تلك الانتقادات.
الإحباط الجنسي هو أيضًا موضوع في جميع أنحاء الرواية. يربط نيل أصل هستيريا الساحرات بالتطور الجنسي لبريدغيت بوب، التي ينبع سلوكها المسحور من الإحباط الجنسي وتهدأ بعد فوات الأوان عندما تجتمع مجددًا مع حبيبها روبرت إيفليث، بعد أن بدأت المحاكمات بالفعل. صُور ماثيو باريس على أنه رجل منعزل ومحبط جنسيًا. نظرًا لأن تيتوبا وجون إنديان هما الزوجان الوحيدان في الأسرة، يتعرض ماثيو باريس للتهديد بسبب حياتهما الجنسية، ويوجه اتهاماته نتيجة لذلك. أخيرًا، يصور نيل شهادة غوديث هوبارد الكاذبة ضد بوروز على أنها انتقام لرفض بوروز الرومانسي.

## الخلفية

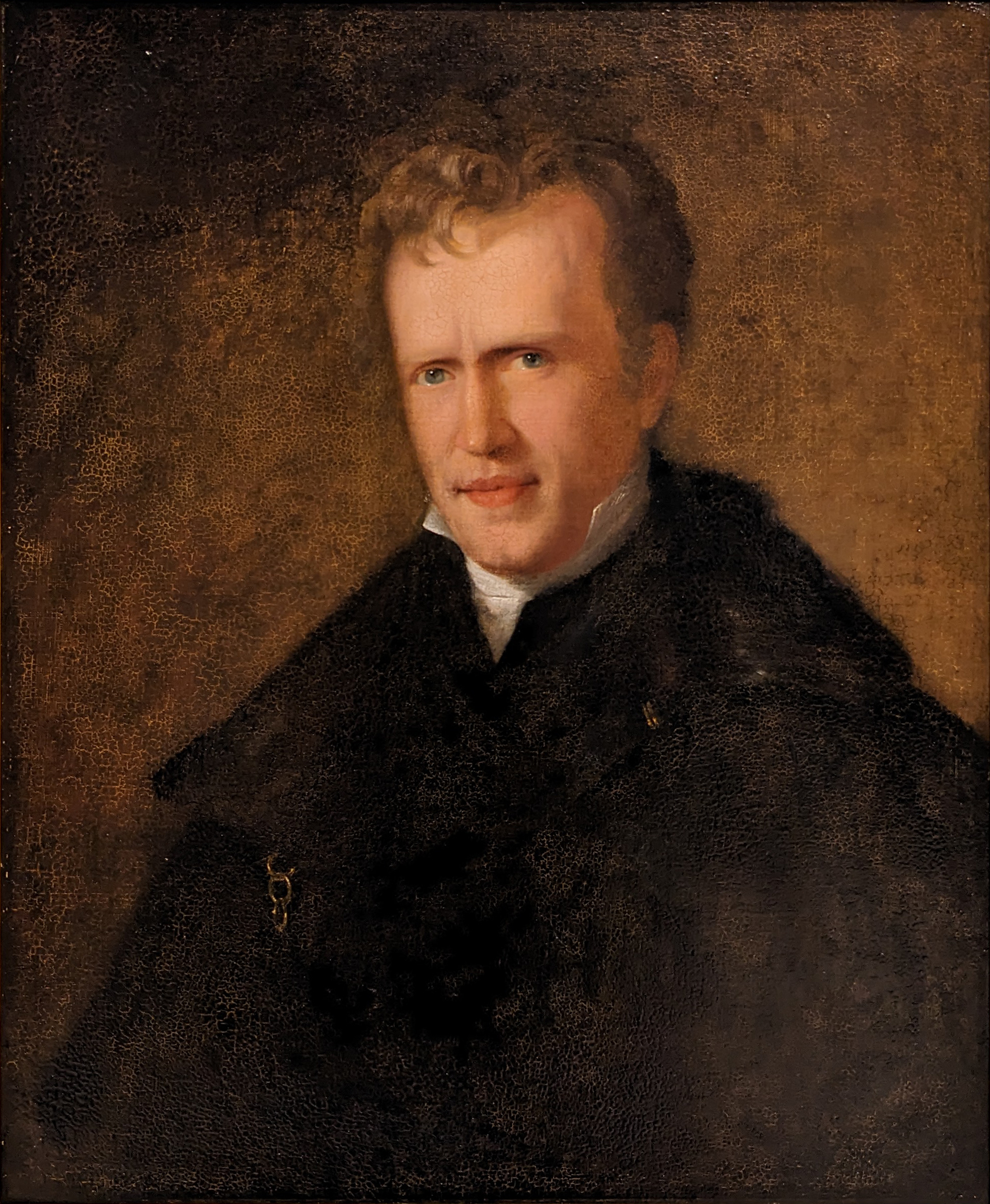
جون نيل في عام 1823

كان نيل أحد المساهمين الأكثر إنتاجًا في مجلة بلاكوود بين عامي 1824 و1825، أثناء إقامته في لندن. في عام 1825، اقترح سلسلة من القصص القصيرة في الولايات المتحدة، وقدم أول قصة في أكتوبر من ذلك العام. قبل الناشر الإسكتلندي ويليام بلاكوود [الإنجليزية] القصة ودفع ثمنها، لكنه أخّر نشرها حتى طالب بنشرها نيل مرة أخرى في فبراير 1826، بعد عودته إلى موطنه بورتلاند، مين، في عام 1827، شرع في العمل على توسيعه، مستشيرًا كتاب روبرت كاليف [الإنجليزية] المزيد من عجائب العالم الخفي، والذي أعيد نشره في عام 1823، ولكن الرواية الناتجة، راشيل داير، أطول، ولا تختلف جوهريًا عن الحكاية الأصلية، والتي نشرها نيل في النهاية باسم "(بالإنجليزية: New-England Witchcraft)‏" بخمسة أعداد في نيويورك ميرور [الإنجليزية] عام 1839.

## الأسلوب
الحوار هو الوسيلة السائدة لتجارب نيل مع أسلوب الكتابة في رواية راشيل داير، حيث يطغى على الحبكة والتوصيف. هذا هو الحال بشكل خاص في مشاهد قاعات المحكمة، والتي تشكل ثلثي طول الكتاب، والتي توفر وسيلة لإظهار عناصر الأسلوب التي شعر نيل أنها يجب أن تحدد الأدب الأمريكي.
جرب نيل مجموعة واسعة من أنماط الكلام وتقنيات الحوار، بدءًا من الخطب الطويلة البليغة إلى التذمر القصير والمتكرر. لقد حذف علامات الاقتباس في جميع أنحاء الرواية، لأنه شعر بأنها غير ضرورية للحوار المبني بشكل صحيح. يفتقر جزء كبير من الحوار إلى علامات تعريف ويتحرك بشكل متقطع ذهابًا وإيابًا بين المتحدثين مع القليل من السرد المتقطع أو بدونه. باستخدام مشاهد قاعة المحكمة المزدحمة والمتنافرة، حاول نيل رسم صورة لأمة غير متجانسة ترفض سابقة العالم القديم وتشجع الخطاب بين الأعراق والقوميات.
مثل العديد من رواياته الأخرى، استخدم نيل راشيل داير لتجربة النسخ الصوتي للهجة اليانكية، والتي خصصها لشخصيات ثانوية مثل روبرت إيفليث، ومأمور المحكمة، وسكان المدن الحدودية في معركة فورت لويال. وهذه هي محاولة نيل للواقعية الأدبية، ولتصور الولايات المتحدة كمكان متنوع ثقافيًا. استشهد بهذا الجهد الرائد لتوثيق اللهجة الأمريكية الإقليمية في الطبعة الأولى من قاموس اللغة الإنجليزية الأمريكية بعد أكثر من قرن من الزمان.

## تاريخ النشر
راشيل داير هي أول رواية خيالية لقصة محاكمات السحرة في سالم في رواية مجمعة، ولم يسبقها سوى رواية سالم، حكاية شرقية (1820)، والتي نشرت بشكل مجهول دون إشعار كبير وتوزيع منخفض بشكل تسلسلي من قبل أحد الأدباء في مدينة نيويورك. نُشرت رواية نيل في بورتلاند بولاية مين عام 1828، ولم يشهد طبعة ثانية طوال حياته؛ أعيد نشره لأول مرة بنسخة طبق الأصل مع مقدمة أصلية كتبها جون سيلي في عام 1964، كانت هذه أولى روايات نيل الكبرى التي أعيد نشرها منذ إعادة نشر رواية ستة وسبعون [الإنجليزية] في لندن عام 1840.

## الفهرس
- Cairns، William B. (1922). British Criticisms of American Writings 1815–1833: A Contribution to the Study of Anglo-American Literary Relationships. University of Wisconsin Studies in Language and Literature Number 14. Madison, Wisconsin: University of Wisconsin. OCLC:1833885. مؤرشف من الأصل في 2023-10-24.
- Carlson، David J. (2007). "'Another Declaration of Independence': John Neal's 'Rachel Dyer' and the Assault on Precedent". Early American Literature. ج. 42 ع. 3: 405–434. DOI:10.1353/eal.2007.0031. JSTOR:25057515. S2CID:159478165. مؤرشف من الأصل في 2023-05-06.
- Cowie، Alexander (1948). The Rise of the American Novel. New York City, New York: American Book Company. OCLC:268679.
- Davis، Theo (2007). Formalism, Experience, and the Making of American Literature in the Nineteenth Century. New York: Cambridge University Press. DOI:10.1017/CBO9780511551000. ISBN:978-1-139-46656-1.
- DiMercurio، Catherine C.، المحرر (2018). Nineteenth-Century Literature Criticism: Criticism of the Works of Novelists, Philosophers, and Other Creative Writers Who Died between 1800 and 1899, from the First Published Critical Appraisals to Current Evaluations. Farmington Hills, Michigan: Gale, A Cengage Company. ISBN:978-1-4103-7851-4.
- Fleischmann، Fritz (1983). A Right View of the Subject: Feminism in the Works of Charles Brockden Brown and John Neal. Erlangen, Germany: Verlag Palm & Enke Erlangen. ISBN:978-3-7896-0147-7.
- Fleischmann، Fritz (1987). "Yankee Heroics: New England Folk Life and Character in the Fiction of Portland's John Neal (1793–1876)". في Vaughan، David K. (المحرر). Consumable Goods: Papers from the North East Popular Culture Association Meeting, 1986. Orono, Maine: National Poetry Foundation، جامعة مين. ص. 157–165. ISBN:0943373026.
- Goddu، Theresa A. (1997). Gothic America: Narrative, History, and Nation. New York: Columbia University Press. ISBN:978-0-231-10817-1.
- Gould، Philip (1996). Covenant and Republic: Historical Romance and the Politics of Puritanism. Cambridge: مطبعة جامعة كامبريدج. DOI:10.1017/CBO9780511585449. ISBN:0-521-55499-3.
- Kayorie، James Stephen Merritt (2019). "John Neal (1793–1876)". في Baumgartner، Jody C. (المحرر). American Political Humor: Masters of Satire and Their Impact on U.S. Policy and Culture. Santa Barbara, California: ABC-CLIO. ص. 86–91. ISBN:978-1-4408-5486-6.
- Lease، Benjamin (1972). That Wild Fellow John Neal and the American Literary Revolution. Chicago: University of Chicago Press. ISBN:978-0-226-46969-0.
- Lease، Benjamin؛ Lang، Hans-Joachim، المحررون (1978). The Genius of John Neal: Selections from His Writings. Las Vegas: Peter Lang. ISBN:978-3-261-02382-7.
- Merlob، Maya (2012). "Celebrated Rubbish: John Neal and the Commercialization of Early American Romanticism". John Neal and Nineteenth Century American Literature and Culture. ص. 99–122. In Watts & Carlson (2012a).
- Neal، John؛ Lang، Hans-Joachim؛ Richards، Irving T. (1962). "Critical Essays and Stories by John Neal". Jahrbuch für Amerikastudien. ج. 7: 204–319. JSTOR:41155013. مؤرشف من الأصل في 2023-04-10.
- Neal، John (1964). Rachel Dyer: A North American Story. Gainesville, Florida: Scholars' Facsimiles & Reprints. OCLC:468770740. نسخة طبق الأصل reproduction of 1828 edition.
- Pethers، Matthew (2012). "'I Must Resemble Nobody': John Neal, Genre, and the Making of American Literary Nationalism". John Neal and Nineteenth Century American Literature and Culture. ص. 1–38. In Watts & Carlson (2012a).
- Richards، Irving T. (1933). The Life and Works of John Neal (PhD thesis). Cambridge, Massachusetts: جامعة هارفارد. OCLC:7588473. مؤرشف من الأصل في 2022-11-29.
- Rubin، Joseph Jay (1941) [Originally published in The New England Quarterly, vol. 14, no. 2. pp. 359–362]. "John Neal's Poetics as an Influence on Whitman and Poe". Nineteenth-Century Literature Criticism: Criticism of the Works of Novelists, Philosophers, and Other Creative Writers Who Died between 1800 and 1899, from the First Published Critical Appraisals to Current Evaluations. ص. 183–184. In DiMercurio (2018).
- Sears، Donald A. (1978). John Neal. Boston, Massachusetts: Twayne Publishers. ISBN:978-0-8057-7230-2.
- Seelye، John D. (1964). "Introduction". Rachel Dyer: A North American Story. ص. v–xii. In Neal (1964).
- Watts، Edward (2012). "He Could Not Believe that Butchering Red Men Was Serving Our Maker: 'David Whicher' and the Indian Hater Tradition". John Neal and Nineteenth Century American Literature and Culture. ص. 209–226. In Watts & Carlson (2012a).
- Watts، Edward؛ Carlson، David J.، المحررون (2012a). John Neal and Nineteenth Century American Literature and Culture. Lewisburg, Pennsylvania: Bucknell University Press. ISBN:978-1-61148-420-5.
- Watts، Edward؛ Carlson، David J. (2012b). "Introduction". John Neal and Nineteenth Century American Literature and Culture. ص. xi–xxxiv. In Watts & Carlson (2012a).
- Welch، Ellen Bufford (2021). "Literary Nationalism and the Renunciation of the British Gothic Tradition in the Novels of John Neal". Early American Literature. ج. 56 ع. 2: 471–497. DOI:10.1353/eal.2021.0039. S2CID:243142175. مؤرشف من الأصل في 2023-10-24.

## روابط خارجية
- طبعة راشيل داير الأصلية لعام 1828 متاحة في كتب جوجل
- طبعة راشيل داير الأصلية لعام 1828 متاحة في أرشيف الإنترنت